# Yoshiki Hayashi

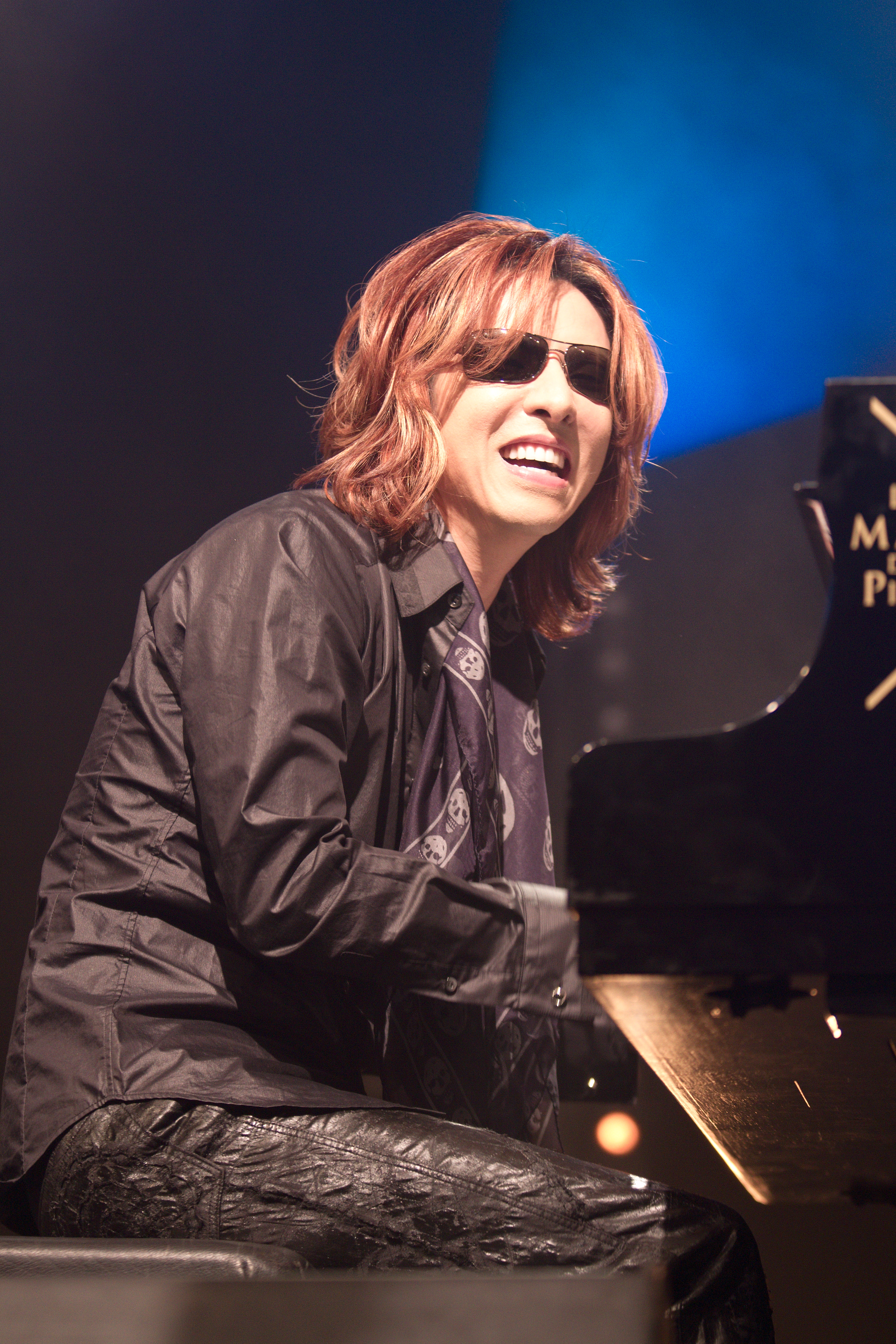
Yoshiki

Hayashi Yoshiki (eller med västerländsk namnföljd Yoshiki Hayashi) med artistnamnet Yoshiki, född 20 november 1965 i Chiba, är en japansk trummis, pianist, manager, musikproducent och ledare i det legendariska j-rock/Visual Kei-bandet X Japan. Han började spela piano när han var 4. Efter att hans pappa begått självmord började han spela trummor när han var 10, vilket var hans sätt att hantera ilskan och sorgen. 1982 bildade han bandet Naitsu med Toshi men inget skivbolag ville skriva kontrakt med dem så då startade han skivbolaget Extasy Records. Det var tack vare hans moder som älskade honom väldigt mycket som han hade råd med det, då hon sålde sin butik för att hennes son skulle få en karriär.
Snart bytte de namnet till X och sökte nya medlemmar eftersom de gamla hoppade av. 
Efter att X Japan splittrades blev han producent åt andra band som till exempel Dir en grey och Glay. Yoshiki producerade även banden Luna Sea och Die in Cries, och var även med Tetsuya ett tag vid åren 1991-1992 och bildade bandet V2. De gjorde låten Eyes Of Venus, som blev ganska känd i Japan. Yoshiki och Tetsuya gjorde en DVD på låtar de hade med i sitt uppträdande. Låten består av att Yoshiki gör ett 10 minuters solo med Tetsuya. Efter det gör Yoshiki själv ytterligare ett trumsolo på 10 minuter. De avslutar med låten Eyes Of Venus som är 10 minuter lång, alltså 30 minuter trumspel utan avbrott. 
Under sin karriär har han hunnit med mycket, både med X Japan och olika soloprojekt. Han har arbetat med bland andra Roger Taylor från Queen och London Philharmonic. Nu[när?] arbetar han på sitt nya soloprojekt Violet UK. Det är oklart när skivan släpps men han har planer att turnera över världen med Violet UK. Han bor för tillfället[när?] i Los Angeles där han har startat upp ett ytterligare skivbolag.
Yoshiki har nu (07) bildat ett band med soloartisten Gackt, Sugizo och Miyavi som heter S.K.I.N. Han har även återförenats med sitt gamla band X Japan och planer på två spelningar under våren i Tokyo är inbokade. De har även släppt en ny singel, I.V, som är med i filmen SAW IV.

## Utrustning
Trummor 
Yoshiki har ett specialtillverkat trumset, Tama Artstar II "Titan Body" med Zildjian-cymbaler. 
Detta är vad han har : 
- 10"×10" tom-tom
- 11"×12" tom-tom
- 12"×13" tom-tom
- 13"×14" tom-Tom
- 16"×16" floor tom-tom
- 16"×18" floor tom-tom
- 6½"×14" steel snare drum
- Två 16"×24" bastrummor
- 20" ride cymbal
- 14" hi-hat
- Two 20" China cymbals
- Three 18" Crash cymbals

Piano
Yoshiki spelar på ett Kawai Crystal II Glad Grand Piano CR-40A. Pianot har 88 tangenter med 7 1/4 oktaver och 3 pedaler. Pianot har även ett Aliquot-system.

## Album
- Yoshiki Selection (December 12, 1991)
- Eternal Melody (April 21, 1993)
- A Music Box For Fantasy (July 25, 1993)
- Yoshiki Selection II (April 11, 1996)
- Eternal Melody II (March 23, 2005)

## Singlar
- "Haitoku no Hitomi (背徳の瞳, Haitoku no Hitomi?) ~Eyes of Venus~ / Virginity" (med V2, 19 januari 1992)
- "Amethyst" (3 november 1993)
- "Ima wo Dakishimete (今を抱きしめて)" (med Noa, 3 november 1993)
- "Rain" (med Glay, 25 maj 1994)
- "Foreign Sand" (med Roger Taylor, 1 juni 1994)
- "Moment" (med Hideki Saijo, 6 augusti 1997)
- "Begin" (medShoko Kitano, 23 juni 1998)
- "Bara to Midori (薔薇と緑)" (med Shoko Kitano, 28 oktober 1998)
- "Shinku no Hana (深紅の花)" (med Shizuka Kudo, 8 november 2000)
- "I'll Be Your Love" (med Dahlia, Expo 2005 theme song, 29 oktober 2003)
- "Scorpio" (med TRAX, 15 december 2004)
- "Rhapsody" (med TRAX, 20 april 2005)
- "Sex and Religion" (med Violet UK, December 19, 2005)

## Videografi
- V2 Special Live Virginity 1991.12.5 (25 mars 1992)
- Anniversary (18 maj 2000)
- Symphonic Concert 2002.12.4 med Tokyo City Philharmonic Orchestra feat. Violet UK (30 mars 2005)

## Samlingar av diverse artister
- Kiss My Ass: Classic Kiss Regrooved (21 juni 1994)
- Tribute Spirits (1 maj 1999)
- Ai Chikyu-haku presents Love the Earth (30 mars 2005)